# Parafia Zmartwychwstania Pańskiego w Tulonie
Parafia Zmartwychwstania Pańskiego – prawosławna parafia w Tulonie. Wchodziła w skład Zachodnioeuropejskiego Egzarchatu Parafii Rosyjskich; następnie (po likwidacji egzarchatu w listopadzie 2018 r.) wspólnota planowała pozostać w jurysdykcji Patriarchatu Konstantynopolitańskiego, ostatecznie jednak przyjęła zwierzchnictwo Patriarchatu Moskiewskiego.
Administracyjnie parafia należy do dekanatu Francji południowo-wschodniej Arcybiskupstwa Zachodnioeuropejskich Parafii Tradycji Rosyjskiej. Proboszczem jest ks. Jean Gueit. Nabożeństwa celebrowane są w językach rosyjskim i francuskim. Obowiązuje kalendarz juliański.